# Tokyo Big Sight
Tokyo Big Sight (東京ビッグサイト, Tōkyō Biggu Saito) is de populaire bijnaam van het Tokyo International Exhibition Center (東京国際展示場, Tōkyō Kokusai Tenjijō), een Japans evenementencomplex dat geopend werd in april 1996. Het centrum ligt in Ariake, de Baai van Tokio, Japan en is een van de grootste evenementencentra in Japan.

## Faciliteiten

### Overzicht
De meest kenmerkende eigenschap van de Tokyo Big Sight is de unieke architectuur van de 58 meter hoge Conferentietoren. De gebouwen maken gebruik van een stalen skelet en gewapend beton. Het centrum heeft een totale vloeroppervlakte van 230.873 m² waardoor het anderhalf keer zo groot is als de Makuhari Messe. 35% van het vloeroppervlak is binnen. Het centrum is verdeeld in drie gebieden, elk met hun eigen faciliteiten zoals restaurants, winkels, verkoopautomaten en hulpposten. De drie gebieden zijn de Conferentietoren, de Westelijke Expositiehal en de Oostelijke Expositiehal.
- Omvang van het gebied: 243.419.46m²
- Bouwoppervlakte: 141.700.04m²
- Vloeroppervlakte: 230.873.07m²
  - Oppervlakte beschikbaar voor exposities: 80.660 m² (Het meeste in Japan)

### Bouw
Het project werd gestart door het Bureau van Financiën, een onderdeel van de Tokio Metropool Overheid. Het volledige ontwerp werd gedaan door de Watanabe Sato Corporation. De constructie van het gehele project werd gedaan door acht bedrijven in totaal, waaronder corporaties zoals Hazama en Shimizu. De bouw begon in oktober 1992 en werd afgerond in oktober 1995.
De voormalige Gouverneur van Tokio, Shunichi Suzuki, kreeg de eer van het openen van de hijsceremonie op 30 juni waarbij de 6500 ton zware kern van de toren boven de grond werd getild. Dit proces nam drie dagen in beslag met een computergestuurd systeem die de kern van de toren met zeer hoge precisie op zijn plaats krikte. Een 250 ton zware roltrap werd aan de zijkant van de toren geïnstalleerd die kern van de toren formeel met de begaande grond verbond.

### Gebouwen

#### Conferentietoren

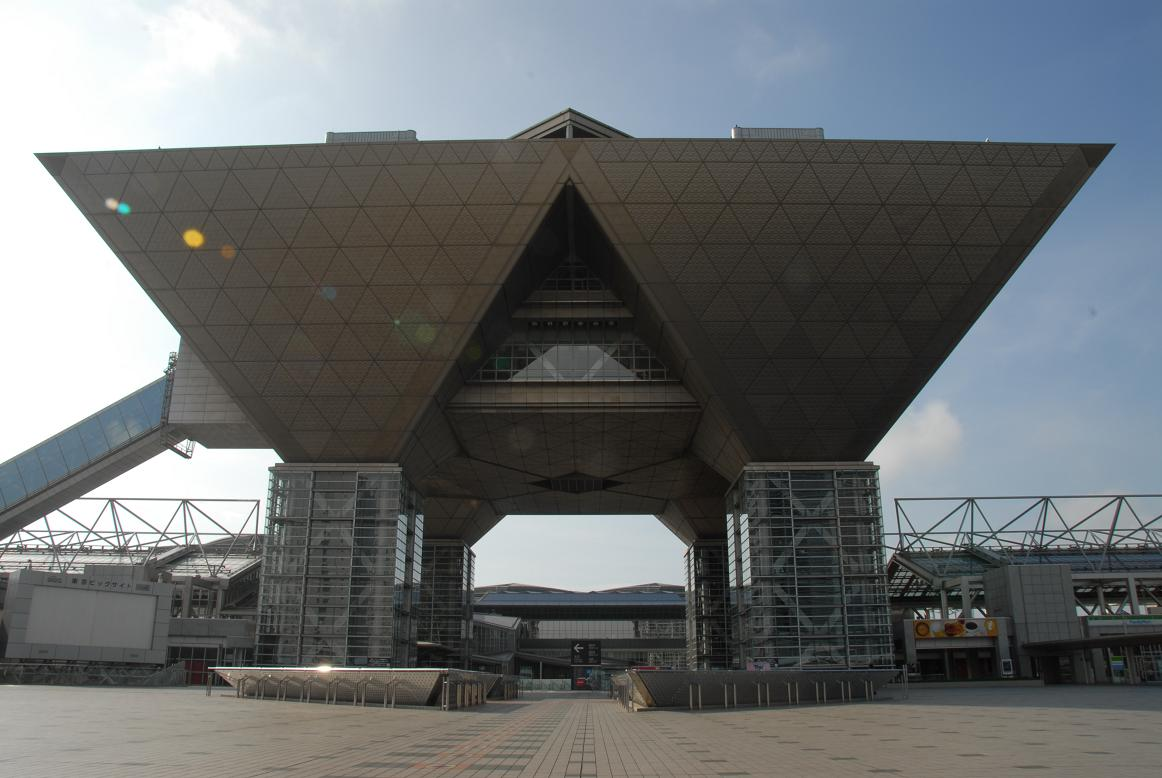
De toren, gezien vanaf de grond

De Conferentietoren is het zicht dat het meest wordt geassocieerd met de naam Tokyo Big Sight. De buitenkant bestaat uit glas en titaniumpanelen. De toren zelf lijkt op een set van vier omgedraaide piramides die op grote pilaren zijn bevestigd. De toren heeft in totaal acht verdiepingen; de eerste verdieping bestaat uit een receptiehal met 1100 plaatsen en conferentieruimtes van verschillende groottes. De tweede verdieping bestaat uit de Entrance Plaza dat de hoofdingang is van het gebouw, de Event Plaza die een glazen dak heeft, de Entrance Hall die toegang biedt tot de expositiehallen en als laatste het Exposition Plaza. Er zijn geen verdiepingen tussen de 3de en de 5de als gevolg van de opzet van de toren waarin de vier piramides op pilaren zijn gezet.
De zesde en zevende verdieping kunnen direct via de roltrap worden bereikt vanaf de Entrance Hall op de tweede verdieping. De zesde en zevende verdieping bevatten de hoofdfaciliteiten van de toren. De zesde verdieping bevat tien kleine tot middelgrote conferentieruimtes die samengevoegd kunnen worden tot grote conferentieruimtes of zelfs één grote ruimte door de tussenmuren weg te halen. De zevende verdieping heeft de International Conference Room waar ruimte is voor 1000 man, daarnaast zijn er drie kleine ruimtes. Op de achtste verdieping zijn vijf conferentieruimtes.
Verspreid rondom de toren staan verschillende werken van openbare kunst die gemaakt zijn door meerdere internationale kunstenaars zoals Claes Oldenburg en zijn vrouw Coosje Van Bruggen, Michael Craig-Martin en Lee U-Fan. Hieronder is een zeer grote sculptuur van een zaag, een grote vijver en drie marmeren bedden.

#### De Westelijke Expositiehal

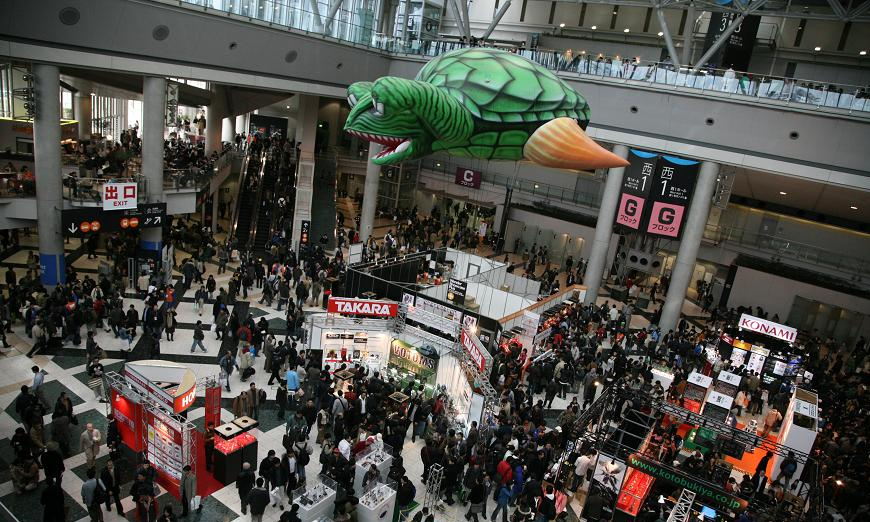
Het Atrium op een drukke dag

De lay-out van de Westelijke Expositiehal bestaat uit vier interne hallen die het centrale, met glas overdekte atrium van twee verdiepingen omringen. De eerste en tweede hal staan op de eerste verdieping en hebben elk één grote vergaderzaal, twee kantoren en zeven kleine vergaderzalen. Indien nodig kunnen de twee hallen met het atrium worden gecombineerd om op die manier de beschikbare expositieruimte te vergroten. De derde en vierde hal zijn beide kleiner dan de twee hallen op de eerste verdieping doordat het merendeel van de ruimte die niet gebruikt wordt door de tweede verdieping van het atrium gebruikt wordt door de expositieruimte op het dak.
Naast de Westelijke Expositiehal is nog een buitenexpositieruimte die net zoals de ruimte op het dak op het dak uitzicht heeft over het water. Het is mogelijk om de twee hallen op de tweede verdieping, de expositieruimte op het dak en de buitenexpositieruimte te combineren tot één grote doorlopende ruimte.
De Westelijke Expositiehal heeft in totaal zes kantoren, drieëntwintig vergaderzalen en drie kleedkamers. De totale vloeroppervlakte is 46.280 m².

#### De Oostelijke Expositiehal

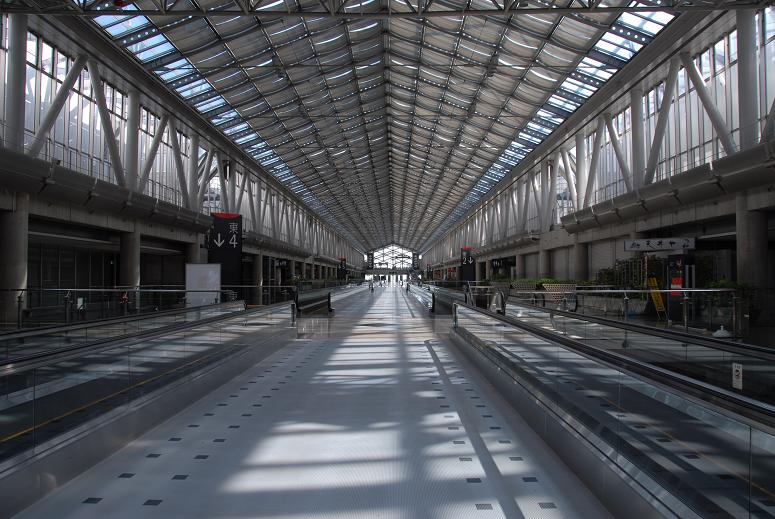
De centrale Galerij

De lay-out van de Oostelijke Expositiehal bestaat uit een centrale 600 meter lange galerij van twee verdiepingen die aan beide kanten wordt omringd door drie bijna identieke hallen. Hiernaast heeft de Oostelijke Expositiehal een ondergrondse parkeerplaats. Het gebouw bestaat uit drie verdiepingen. De met glas overdekte galerij heeft rolpaden voor het gemak, cafés, roltrappen, elektronische reclameborden, vele winkels en andere faciliteiten.
Iedere hal heeft een beweegbaar dak die de standhouders in de galerij in staat stelt om de hoeveelheid zonlicht aan te passen, een kantoor, vier vergaderzalen en een kleedkamer. Het is mogelijk om de drie hallen die aan dezelfde kant liggen met elkaar te combineren om zodoende een ononderbroken grondoppervlak te krijgen die drie keer zo groot is als een enkele hal, een totaal van 26.010 m².
In tegenstelling tot de Westelijke Expositiehal is de Oostelijke Expositiehal niet direct tegen de Conferentietoren aan gebouwd; er zit een overdekte verbinding tussen.

## Evenementen
Er worden diverse evenementen en verschillende festivals gehouden in de Tokyo Big Sight. Sommige hiervan worden bezocht door mensen van over de hele wereld.
- Evenementen die het gehele gebouw gebruiken
  - Comiket - Een twee- tot driedaags evenement dat dagelijks bezocht wordt door meer dan 500.000 mensen.
  - Japan International Machine Tool Fair (JIMTOF)
  - Tokyo International Gift Show
  - Japan IT Week - De grootste IT-beurs van Japan, hier worden vele tentoonstellingen gegeven van IT-gerelateerde zaken.
  - Tokyo Motor Show
- Andere grote shows
  - Japan Hobby Show (breien, haken, borduren en soortgelijke hobby's)
  - Tokyo Motorcycle Show
  - Tokyo International Anime Fair
  - Tokyo International Book Fair
  - Tokyo Business Summit
  - Doll Party (poppententoonstelling)
  - DreamParty (computerspellenevenement)
  - Treasure Festa (verkoop van bouwdozen, tweedehands speelgoed en cosplays)
  - Amateur Radio Festival
  - International Railroadmodel Convention
  - Good Design Exposition (expositie waarbij bedrijven hun beste vernieuwende ontwerp van dat jaar tonen)
  - Eco Products
  - N-Expo (milieu en klimaat)
  - International Jewelry Tokyo
  - International Robot Exhibition
  - Home Care & Rehabilitation Exhibition
  - Automobile Components Production System Exhibition
  - World Travel Fair
  - Antiques Jamboree
  - Design Festa
  - Supermarket Trade Show
  - Tokyo Campingcar Show
  - SCHOOL OF LOCK! (muziek- en kunstfestival voor jongeren)
- Het eindpunt van de Tokyo Marathon bevindt zich in het centrum dat sinds 2008 wordt gebruikt voor de Tokyo Marathon EXPO die de dag voor het evenement plaatsvindt. De prijsuitreiking vindt plaats in het Atrium en is voorzien van stands van verschillende bedrijven uit en nabij Tokio.
- De Tokyo Motor Show, een van de vijf grootste motorshows ter wereld vindt hier plaats. De show werd op de vorige plaats, Harumi, gehouden voor dertig jaar voordat ze weer terug naar Tokio verhuisden.
- Naar aanleiding van de Harumi Expositie worden hier ieder jaar meerdere dojinshi-evenementen gehouden tussen augustus en december. Per jaar komen hier ongeveer één miljoen unieke bezoekers op af. De grootste hiervan is de Comiket, andere evenementen zijn onder andere Comic City, COMIC1, COMITIA en het Hakurei Shrine Festival.
- 2007 was het drukste jaar tot die tijd, ze hadden 12,88 miljoen bezoekers dat jaar en op 20 juli behaalden ze de grens van 100 miljoen bezoekers.
- In 2009 werd hier de Nippon Budokan gehouden ter vervanging van 24 uur Televisie "Love Saves The Earth" op de Japanse televisie.
- Op 6 januari 2011 hield de Brandweer van Tokio op de parkeerplaats en deel van de hal een grootschalige samenwerkingsoefening met andere hulpinstanties.

## Concerten
- L'Arc-en-Ciel - in 1999 gaven ze een tweedaags concert op de parkeerplaats waar 25.000 bezoekers op af kwamen.
- LUNA SEA - 1999
- EXILE - in 2007 als niet-officiële deelnemer van het programma Takashi Okamura
- Misato Watanabe - 2008
- Morning Musume - in 2003 gaven ze met zes leden een handtekensessie.
- The Gazette - 2009
- AKB48 - 2009
- SKE48 - 2011
- SDN48 - 2011

## In de media
- Bayside Shakedown 2 - een casinoscène speelt zich af in het atrium van de Westelijke Expositiehal.
- Godzilla vs. Destoroyah - in een gevecht, dat plaatsvindt in Ariake, stapt Godzilla op de beelden zoals de zaag.
- Digimon Adventure - een tv-serie, wanneer Vandemon verschijnt worden de bewoners van Tokio opgesloten in het centrum
- Full Metal Panic - in de roman Ru One Night Stand vindt een gevecht met Arm Slaves plaats rondom het centrum
- Nurse Witch Komugi - het centrum verandert in een reuzenrobot en gebruikt de zaagsculptuur als wapen.
- SP - aflevering 9 van seizoen 11, de aflevering werd in en rondom de Westelijke Expositiehal gefilmd.
- Steins;Gate - een videospel, hierin worden scènes getekend en opgenomen rondom het gebouw.
- Werken waarin het centrum wordt getoond gedurende Comiket
  - Densha Otoko
  - Comic Party
  - Genshiken
  - Ultimate Girls
  - Lucky Star
  - Dōjin Work
  - Hayate the Combat Butler
  - Nogizaka Haruka no Himitsu
  - Hanaukyo Maid Team
  - Ore no Imōto ga Konna ni Kawaii Wake ga Nai
  - YuruYuri

## Big Sight Cards
De Big Sight Card (ビッグサイトカード, Biggu Saito Kādo) is een prepaid kaart die wordt uitgegeven door de Big Sight Service Company (株式会社ビッグサイトサービス, Kabushikigaisha Biggu Saito Sābisu) die een dochteronderneming is van de Tokyo Big Sight Company . De kaart wordt verkocht als een normale prepaid kaart zowel door de Big Sight Service Company zelf als door organisaties achter evenementen en festivals, in het laatste geval vaak met een bijzondere opdruk die ter promotie is van het evenement. De kaart kan gebruikt worden in het gebouw bij de verkoopautomaten, supermarkten en andere winkeltjes. In het Ariake Park Building en het Tokyo Bay Ariake Washington Hotel kan het ook gebruikt worden bij sommige winkeltjes en automaten. De kaarten zijn verkrijgbaar in een ¥1.000 en een ¥3.000 variant (€10 en €30 respectievelijk) met een geldigheidsduur van 6 maanden. De kaarten hoeven niet volledig gebruikt te worden, geld dat nog op de kaart staat binnen de periode dat de kaart geldig is, kan worden teruggestort op de bankrekening van de kaarthouder voor ¥40 per kaart bij de Service Corner op de tweede verdieping van de Conferentietoren.

## Vervoer
De Tokyo Big Sight is te bereiken via Trein, Bus en Waterbus.
Trein
- Yurikamome - drie minuten lopen
- Rinkai Line - zeven minuten lopen

Bus
- Toei Bus
- Keihin Express Bus
- Luchthaven Vervoer in Tokio
- Verschillende bussenlijnen van Groot-Tokio

Waterbus
- Tokyo Cruise Ship
- Tokyo Mizube Line

## Foto's

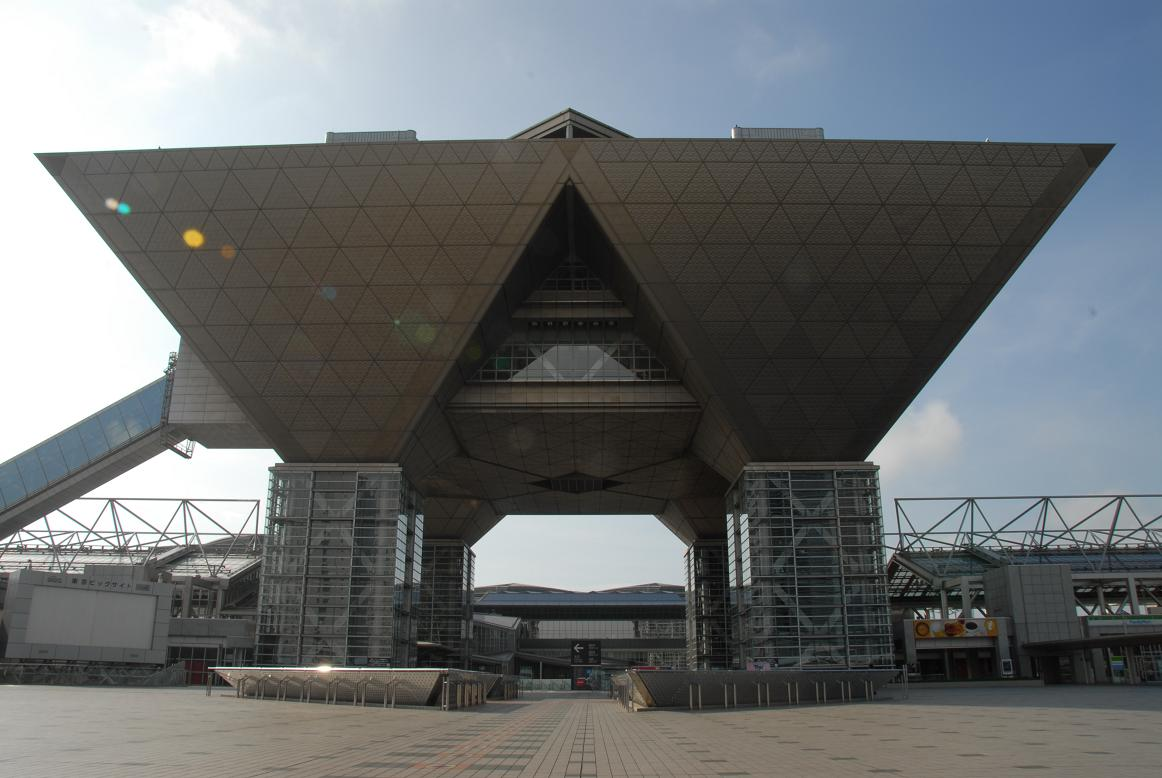
De Conferentietoren
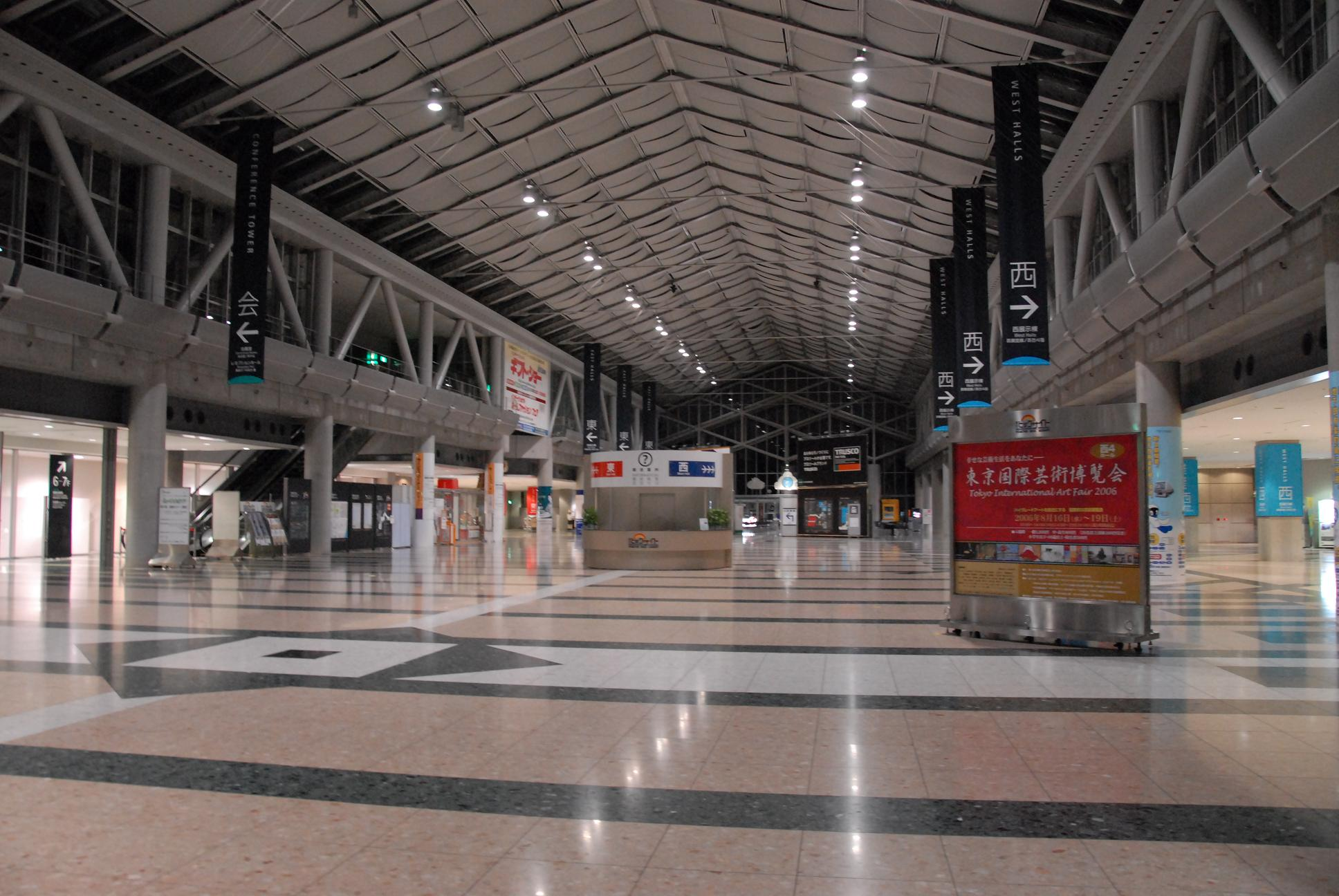
Binnen in de Entrance Hall
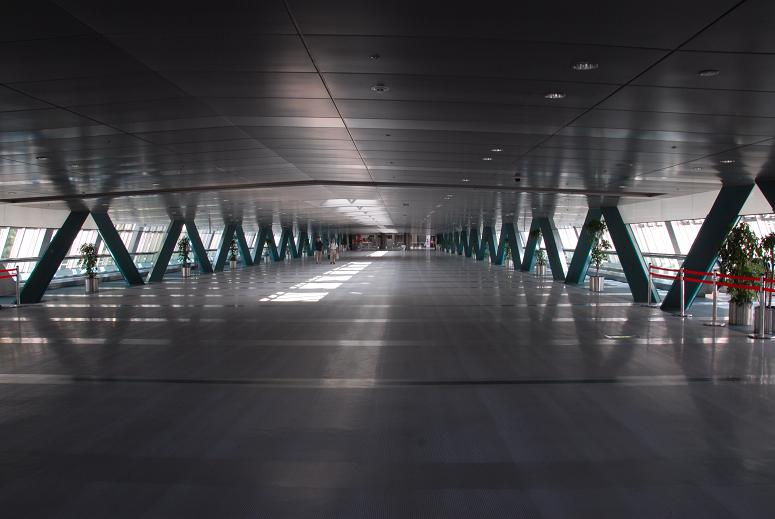
Doorgang tussen twee hallen
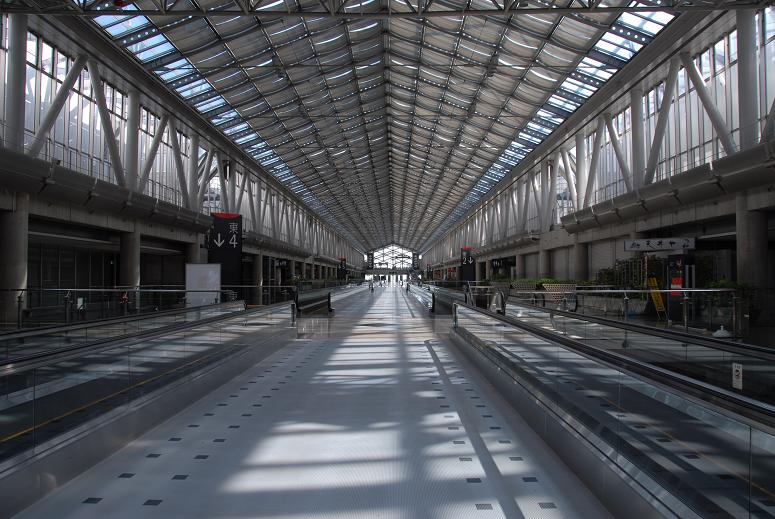
De Galerij in de Oostelijke Expositiehal
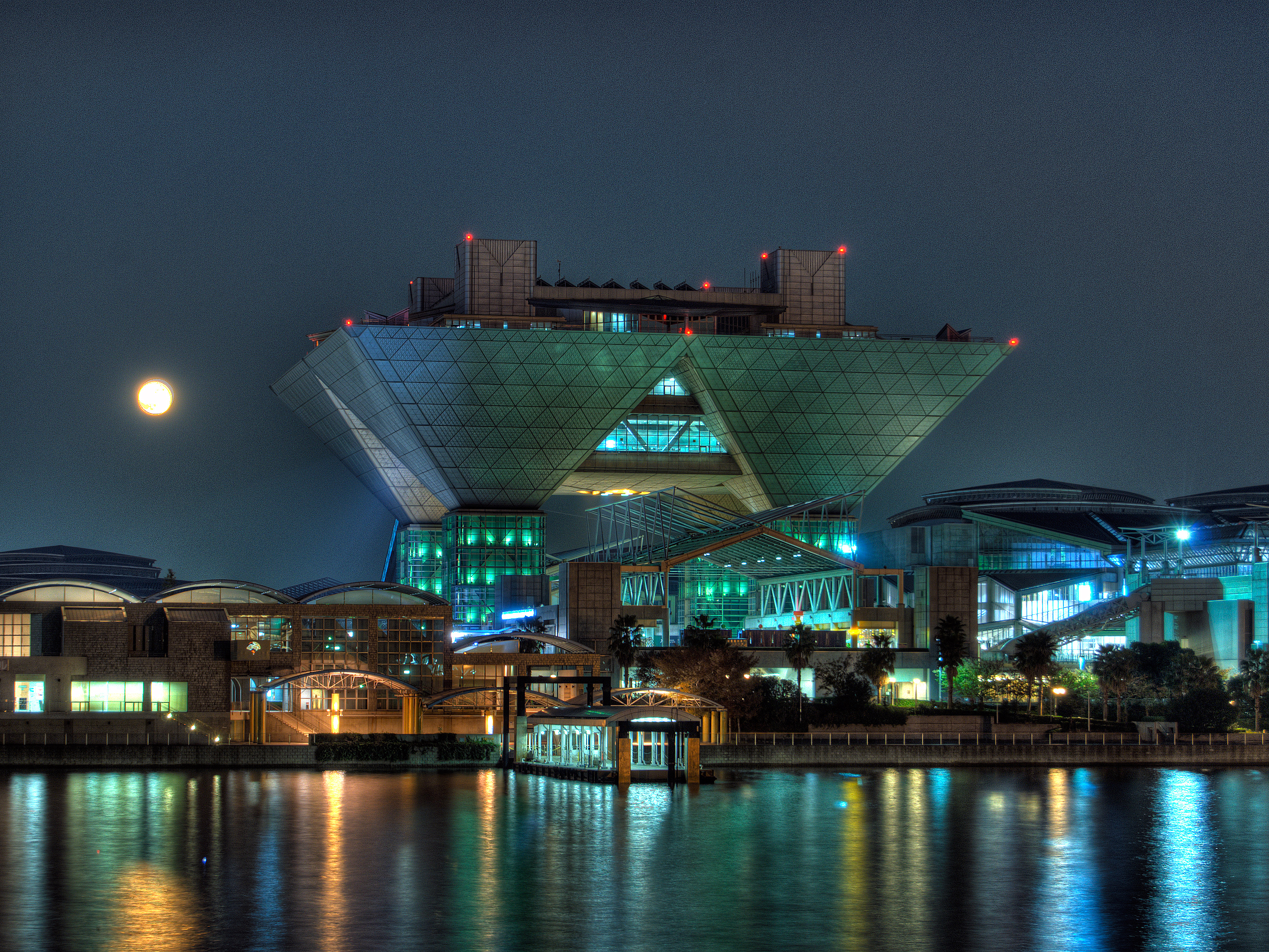
De Conferentietoren, 's nachts